# 80. п. н. е.

## Умрли
- Береника III — царица Египта
- Птолемеј XI Александар II — цар Египта
- Цецилија Метела Далматика